# Norbit
Norbit es una película de comedia romántica estadounidense del año 2007, producida y protagonizada por Eddie Murphy, y dirigida por Brian Robbins. Producido por Davis Entertainment & Tollin/Robbins Productions, la película está coprotagonizada por Thandie Newton, Terry Crews, Clifton Powell, Lester "Rasta" Speight, Eddie Griffin, Katt Williams, Marlon Wayans, y Cuba Gooding, Jr.. Fue estrenada el 9 de febrero de 2007.
Rick Baker y Kazuhiro Tsuji recibieron una nominación al Oscar al mejor maquillaje. También obtuvo 13 nominaciones (en donde "ganó" tres) en los Premios Golden Raspberry 2007. Aunque recibió comentarios negativos de la crítica, la película fue un éxito comercial.

## Argumento
Norbit Albert Rice es un chico al que sus padres abandonaron en un orfanato poco después de nacer. A partir de entonces tendrá una vida desgraciada en la que conocerá a Kate, una compañera de orfanato. Ambos se casan debajo de un árbol, con anillos comestibles, a los ocho años y viven felices para siempre. Dos semanas después, los Thomas adoptan a Kate. Después de esto, Norbit se queda solo, ya que el número de los niños en el orfanato es impar, pero nunca pierde la esperanza de encontrar al amor de su vida.
Tres años después, dos chicos destruyen el castillo de arena que había construido y le pegan. Entonces, Rasputia Latimore, una chica muy grande para su edad, golpea a los chicos, defendiendo a Norbit. Desde entonces, se convierte en su novia, de una manera muy grosera, y sin importarle si le gustaba a Norbit o no. Años después se casan.
Al paso del tiempo Norbit convive con los Latimore que además son dueños de la empresa de construcción del pueblo y como son fuertes y musculosos: "El Gran" Jack, Blue y Earl, la gente del pueblo les tiene miedo, y por lo tanto, "respeto", a pesar de ser unos cretinos. Por su parte, Norbit es muy agradable y sociable, además de un hombre sencillo y poco agraciado, es de buen corazón, lo cual hace olvidar su físico. Con el paso de los años, Rasputia no sólo se hace más fuerte y agresiva, sino también despiadada, y capaz de matar a alguien que le ofenda lo más mínimo, es decir, todo lo contrario a la personalidad de su marido. Para él, todo está "bien" ya que piensa que el casarse con ella le ha dado respeto, ignorando que es por su buen corazón. Un día, Rasputia lo engaña con su maestro de danza para perder peso. Ofendido, Norbit la insulta, y ésta lo persigue, con intenciones de matarlo, hasta que le da hambre y le pide que le traiga costillas. 
Días más tarde, Norbit va a hacer una obra de teatro para niños donde accidentalmente muestra su enojo sobre la infidelidad de Rasputia. En el intermedio se reencuentra con Kate, quien se ha convertido en una chica guapa, graciosa, simpática, y de buen corazón al igual que Norbit. Ella lo cita el siguiente martes para contarse más cosas. Ese día Norbit se entera de que Kate está comprometida, con Deion, el "novio perfecto" con el cual piensa comprar el Wanton Dorado, el orfanato en el que crecieron. Una noche, Rasputia, al enterarse del reencuentro entre Norbit y Kate, decide atropellar al perro de la vecina, Norbit intenta detener a Rasputia (ya que ese perro es su mejor amigo) pero fue en vano, Rasputia lo atropella y por su culpa el perro termina en el hospital. Norbit furioso y harto de Rasputia, le recrimina su frialdad y la abandona, sin embargo, ella le dice que está embarazada (una mentira que Rasputia dice para que Norbit no se vaya) obligando a Norbit a quedarse en la casa. 
Entre tanto, Norbit y Kate, a escondidas de sus respectivas parejas, se encuentran en múltiples ocasiones, lo que los lleva a acercarse más. Kate le informa a Norbit que adelantará su boda con Deion, pero a la vez lo cita a un restaurante para hablar del tema. Ebrio, Norbit recuerda que los hermanos de Rasputia le pidieron que firmara unos papeles, los cuales Kate firma sin leer. Estos papeles, son el permiso legal para tener alcohol en el restaurante, trato que han hecho los hermanos de Rasputia con Deion, para crear un burdel, donde reine el sexo y la bebida, dejando sin hogar a los niños del orfanato. 
Para cambiar de tema, ambos deciden ir a la iglesia, pues Kate no ha practicado sus votos para el fin de semana siguiente. Como Deion no está con ella, decide practicar con Norbit, pero no sabe qué decir. Norbit la ayuda dándole un ejemplo, en el cual confiesa todo lo que siente por ella. Dejándose llevar por el momento, se besan, y Rasputia (que se enteró de la cita gracias a uno de sus hermanos) los ve. Kate corre porque siente que está haciendo algo malo, y Norbit la sigue hasta su casa, donde Kate le confiesa que tiene mucho qué pensar, ya que quería que él la besara. Por esta razón, Norbit se siente muy feliz, hasta que llega a su casa, donde Rasputia le pega salvajemente y lo amenaza con desfigurar la cara de Kate con ácido si se encuentra con ella de nuevo. 
Al día siguiente, Kate está a punto de decirle a Deion que esperen más tiempo, cuando él habla primero y le informa "sorprendido" sobre el permiso de alcohol. Kate va a hablar con Norbit, el cual la rechaza y le dice cosas muy hirientes para que ella no corra ningún riesgo, Kate se va llorando, por lo que no dudará en casarse con Deion. Por la noche Norbit intenta irse del pueblo para siempre, pero aparece el señor Wong su padre adoptivo quien logra convencerlo de que se quede. Después de su conversación, Norbit abre el correo y ve una carta proveniente de una empresa de investigaciones donde dice que Deion sólo piensa robarle su dinero a Kate, dejándola con muchos niños, y sin un centavo, como ya hizo antes con sus 4 exesposas. Norbit se sorprende al leer esto y llama a Kate, sin embargo ella no quiere hablarle y le cuelga pero cuando intenta salir de la casa, los Latimore lo encierran en el sótano. Norbit en voz baja insulta a Rasputia y a sus hermanos e imprime la información de Deion. 
Al día siguiente es el día de la boda de Kate. Los Latimore deciden ir, dejando a Norbit encerrado en el sótano, con uno de los hermanos vigilando a Norbit. En la iglesia Wong sabe que Kate y Norbit deben estar juntos, y comenta con uno de los invitados su intención de separarlos. Este invitado resulta ser un agua-bodas profesional e interrumpe la boda, para hablar junto con su compañero, sobre el amor verdadero, para hacer recapacitar a Kate. Deion frustrado por la música, y la interrupción, grita encolerizado que continúen y vaya directo a la parte decisiva.
Mientras tanto, Norbit logra salir del sótano y va directo a la iglesia. Los Latimore se enteran de que escapó y lo persiguen, pero en medio de la persecución, Norbit cae en un lago, pero llega a tiempo a la iglesia y le confiesa a Kate que las últimas dos semanas con ella, han sido más felices que toda su vida infeliz con Rasputia, la cual quiere matarlo de nuevo, y desmiente a Deion mostrando los papeles que había impreso pero quedaron inservibles porque la tinta se corrió cuando se cayó en el lago. Kate no cree que los argumentos de Norbit sean suficientes y Rasputia se burla de Norbit ordenandole volver a casa. Pero Norbit comenta que había invitado a 3 de las exesposas de Deion, cada una con sus respectivos hijos, a las que el les robó. Deion al ser descubierto es perseguido por sus 3 exesposas abandonando la iglesia. 
Con la boda cancelada, los Latimore persiguen a Norbit con ganas de vengarse, pero todo el pueblo está de parte de Norbit y buscan armas para ganarle a los Latimore. Rasputia con una pala lucha contra algunos ciudadanos y los elude, sin embargo, cuando está a punto de matar a Norbit, el señor Wong le lanza un mástil a Rasputia y le da en el trasero y ella sale corriendo, muy rápido y gritando. Los ciudadanos espantan al resto de los Latimore de forma que no los vuelven a ver nunca más.
Finalmente, Norbit y Kate se besan y se casan ese mismo día debajo del mismo árbol del orfanato, y con los mismos anillos comestibles de la primera vez, y viven felices para siempre. 
Tiempo después, Los Latimore abren su burdel en México, donde Rasputia es la atracción principal.

## Reparto
| Personaje                                    | Actor original                 | Actor de doblaje               |
| -------------------------------------------- | ------------------------------ | ------------------------------ |
| Norbit Albert Rice                           | Eddie Murphy                   | Alfonso Obregón                |
| Norbit Albert Rice                           | Khamani Griffin (5 años)       | ¿?                             |
| Norbit Albert Rice                           | Austin Reid (9 años)           | Bruno Coronel                  |
| Norbit Albert Rice                           | Jonathan Robinson (17 años)    | ¿?                             |
| Rasputia Latimore                            | Eddie Murphy                   | Alfonso Obregón                |
| Rasputia Latimore                            | Lindsey Sims-Lewis (10 años)   | Gaby Beltrán                   |
| Rasputia Latimore                            | Yves Lola St. Vil (17 años)    | ¿?                             |
| Kate Thomas                                  | Thandie Newton                 | Xóchitl Ugarte                 |
| Kate Thomas                                  | China Anderson (5 años)        | ¿?                             |
| Señor Wong                                   | Eddie Murphy                   | Eduardo Fonseca                |
| Sra. Ling Ling Wong                          | Alexis Rhee                    | ¿?                             |
| Deion Hughes                                 | Cuba Gooding Jr.               | Raúl Anaya                     |
| Gran Jack Latimore                           | Terry Crews                    | Víctor Hugo Aguilar            |
| Blue Latimore                                | Lester "Rasta" Speight         | Miguel Ángel Ghigliazza        |
| Earl Latimore                                | Clifton Powell                 | Jorge Ornelas                  |
| Pope Sweet Jesus                             | Eddie Griffin                  | Humberto Vélez                 |
| Lord Have Mercy                              | Katt Williams                  | Gustavo Carrillo               |
| Buster Perkin el maestro de danzas super tap | Marlon Wayans                  | Ricardo Mendoza                |
| Floyd, el perro                              | Charlie Murphy                 | Herman López                   |
| Giovanni                                     | Anthony Russell                | ¿?                             |
| Sra. Henderson                               | Pat Crawford Brown             | ¿?                             |
| Predicador                                   | Richard Gant                   | Maynardo Zavala                |
| Abe, el sastre                               | Floyd Levine                   | Miguel Ángel Sanromán          |
| Estilista                                    | Esther Friedman                | Magda Giner                    |
| Organizadora de Ferias                       | Kristen Schaal                 | Norma Iturbe                   |
| Sra. Coleman                                 | Jeanette Miller                | ¿?                             |
| Morris, el barbero                           | Michael Colyar                 | ¿?                             |
| Exesposa #1                                  | Hayley Marie Norman            | ¿?                             |
| Exesposa #2                                  | Sara Sanderson                 | ¿?                             |
| Exesposa #3                                  | Smith Cho                      | ¿?                             |
| Helga                                        | Marianne Muellerleile          | ¿?                             |
| Charlie                                      | Donald Johnson                 | ¿?                             |
| Gemelos                                      | Michael Vossier Travis Vossier | Fernando Orozco Eduardo Curiel |

## Recepción

### Críticas
Las críticas hacia la comedia fueron abrumadoramente negativas, en vista de la gran cantidad de frases cliché, estereotipos de tipo físico, racial y de género, y a su humor chabacano y directo.
En una consulta del sitio web Rotten Tomatoes le dio a la película una puntuación total de 8%, basado en 10 comentarios de 116, y algunas selecciones de críticos importantes le dieron un puntaje combinado de sólo el 4%. El consenso describió a Norbit como "una cruel y vulgar comedia, llena de estereotipos que es más deprimente que divertida".
Metacritic dio a la película una puntuación de 27 (máximo 100) sobre la base de 26 comentarios que fueron en general desfavorables
.
Adicionalmente, cosechó 8 nominaciones a premios razzies de los infames Premios Golden Raspberry, que recompensa a los peores actores y actrices, guionistas, directores y películas de la industria cinematográfica estadounidense.

### Éxito en taquilla
A pesar de ser tan criticada, "Norbit" fue todo un éxito en la taquilla. La película se estrenó con $34,2 millones dólares en los Estados Unidos y fue la película N.º 14 en el #1 durante la apertura de taquilla para Murphy.

## Soundtrack
La banda sonora fue lanzada el 6 de febrero de 2007, por 
Lakeshore Records.
1. "Standing in the Safety Zone" - The Fairfield Four (2:41)
2. "It's Goin' Down" - Yung Joc (4:03)
3. "You Did" - Kate Earl feat. The Designated Hitters (2:26)
4. "I Only Want to Be with You" - Dusty Springfield (2:37)
5. "Milkshake" - Kelis (3:04)
6. "Shoppin' for Clothes" - The Coasters (2:58)
7. "Walk It Out" - Unk (2:54)
8. "Looking for You" - Kirk Franklin (4:06)
9. "Sweet Honey" - Slightly Stoopid (3:52)
10. "The Hands of Time" - Perfect Circle (6:19)
11. "Young Norbit" - David Newman (3:33)
12. "Queen of Whores" - David Newman (:46)
13. "Kate Returns"/"Tuesday, Tuesday" - David Newman (3:24)
14. "Norbit Sneaks Out" - David Newman (:33)
15. "Rasputia's Fury" - David Newman (1:44)
16. "Norbit and Kate" - David Newman (:55)

En la película se utilizaron varias canciones que no aparecen en el álbum de la banda sonora, por lo que se enlista orden de aparición:
- "You Are the Woman", interpretada por Firefall
- "(Your Love Keeps Lifting Me) Higher and Higher", interpretada por Jackie Wilson
- "Dem Jeans", interpretada por Chingy
- "Chain Hang Low", intepretada por Jibbs
- "Don't Cha", interpretada por The Pussycat Dolls
- "Cabalgata de las valquirias", interpretada por Richard Wagner
- "[[]]", intepretada por Sean Paul

La canción "Tonight, I Celebrate My Love" se canta en la fiesta de bodas de Norbit y Rasputia, pero tampoco aparece en el álbum de la banda sonora.

## Premios
La película fue nominada a 8 Premios Golden Raspberry en su edición anual N.º 28, incluyendo Peor película (categoría ganada por Sé quién me mató); de ellas, ganó 3 premios diferentes para Eddie Murphy con sus tres distintas caracterizaciones.